# METAV

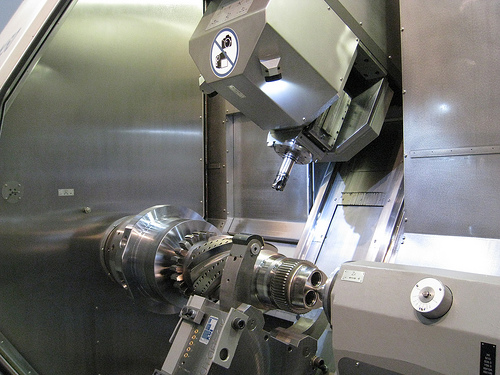
Detail einer Drehmaschine (METAV, 2008)

Die METAV (Metallverarbeitung) ist eine zweijährlich stattfindende internationale Messe für Fertigungstechnik und Automatisierung in Düsseldorf. Sie wird vom Verein Deutscher Werkzeugmaschinenfabriken e.V. (VDW) ausgerichtet. In den Jahren 2004 und 2006 wurde die Messe kurz hintereinander in Düsseldorf und München veranstaltet. Seit 2008 findet die METAV wieder ausschließlich in Düsseldorf statt.
Früher fand die METAV häufig zusammen mit der GIFA, der Gießereifachausstellung, statt.
Als Maschinenbaumesse, Fachbereich Fertigungstechnik werden auf der Messe primär
- Werkzeugmaschinen
- Hochpräzisionswerkzeuge
- Anlagen für die Fertigungs- und Prozessautomation, sowie
- Werkzeuge für die Qualitätssicherung

ausgestellt.
Für die 21. METAV war als Termin der 10. bis 13. März 2020 geplant. U.a. aufgrund der extrem dynamischen Verbreitung des Coronavirus bzw. Covid-19 und der Absage großer Aussteller wurde die METAV vom VDW ohne Nennung eines Ersatz-Termines verschoben. Die 22. METAV findet vom 21. bis 24. Juni 2022 statt.